# Datxne (Sudak)
|  | Per a altres significats, vegeu «Datxne». |

Datxne (en (ucraïnès): Дачне) és un poble de la República Autònoma de Crimea a Ucraïna, que el 2014 tenia 2.628 habitants. Pertany al districte de Sudak. Fins al 1945 la vila es deia Taraktaix.